# El tesoro del capitán
El tesoro del capitán es una película filmada en Eastmancolor coproducción de Argentina y España dirigida por José Gutiérrez Maesso según su propio guion escrito en colaboración con el guion de Juan Cerabea y Guillermo Zúñiga que se estrenó el 12 de octubre de 1970 en España y que tuvo como actores principales a Carlos Estrada, Erika Wallner, José Calvo y Teresa Gimpera.
El filme tuvo los títulos alternativos de El gran crucero y Los tesoros del gran capitán y fue filmado en Asturias, Bariloche y Mar del Plata..

## Sinopsis
Sobre los científicos marinos y la migración del salmón hacia su lugar de origen.

## Reparto
- Carlos Estrada
- Erika Wallner
- José Calvo
- Teresa Gimpera …Lucía
- Pedro Quartucci
- Mario Hernández
- María del Carmen García
- Ilde Pirovano
- Oscar Villa
- Maribel Hidalgo
- Goyo Lebrero
- Tito García
- Francisco Arenzana
- Óscar France
- Marcelo Jaime

## Premio
Por su actuación en este filme José Calvo fue galardonado por el Sindicato Nacional del Espectáculo de España con su Premio de 1969 al mejor actor protagónico masculino.